# Батьевская поселковая община
Батьевская поселковая общи́на (укр. Батівська селищна громада) — территориальная община в Береговском районе Закарпатской области Украины.
Административный центр — посёлок Батьево.
Население составляет 12 160 человек. Площадь — 118,6 км².

## Населённые пункты
В состав общины входит 1 посёлок (Батьево) и 8 сёл:
- Батрадь
- Горонглаб
- Свобода
- Бадов
- Бакош
- Даниловка
- Серное
- Баркасово